# Sherisse Stevens
Sherisse Stevens (nascida Sherisse Laurence, Selkirk, Manitoba, Canada) é uma cantora canadense.

## Biografia
Entre 1978 e 1983 ela recebeu o show "Circus" na CTV, no Canadá. Naquela época, ela foi anunciada como Sherisse Lawrence.
Em 1986 ela representou o Luxemburgo no Festival Eurovisão da Canção. A sua canção "L'amour de ma vie" (O Amor da minha vida) terminou em terceiro lugar com 117 pontos.
Em 2006 foi nomeada diretora musical da Comunidade Huntsville Coro em Ontário.

## Discografia

### Singles
| Ano  | Single         | CAN |
| ---- | -------------- | --- |
| 1988 | "Half a Heart" | 31  |